# Andy Hallwaxx
Andy Hallwaxx, bürgerlich Andreas Halwachs, (* 1967 in Kemeten; † 6. Dezember 2023) war ein österreichischer Schauspieler, Theaterregisseur und Theaterautor. Von 2005 bis 2012 war er Ensemblemitglied am Volkstheater in Wien.

## Leben
Andy Halwachs wuchs in St. Martin in der Wart auf und erlernte den Beruf des Friseurs. Den Künstlernamen Hallwaxx wählte er, nachdem ihn damit jemand falsch angeschrieben hatte. Von 1997 bis 2004 leitete er den Carinthischen Kindersommer. Von 2005 bis 2012 gehörte er unter der Direktion von Michael Schottenberg dem Ensemble am Volkstheater in Wien an, wo er unter anderem unter der Regie von Schottenberg, Thomas Birkmeir, Victoria Schubert und Alexander Kubelka auf der Bühne stand. Als Theaterschauspieler war er außerdem beispielsweise am Theater an der Wien, am Stadttheater Klagenfurt und am Wiener Metropol zu erleben sowie zuletzt 2022 bei den Schloss-Spielen Kobersdorf als Herr Rosenblatt in Der Bockerer.
Mit der Hall & Waxx Company hatte er seine eigene Theatertruppe. Regie führte er unter anderem an der Staatsoperette Dresden, am Musiktheater Linz, bei den Schlosspielen Kobersdorf, beim Carinthischen Sommer, am Wiener Metropol, bei den Schloss-Spielen Kobersdorf, im Rahmen der operklosterneuburg, bei den Schlossfestspielen auf Schloss Weitra und am Stadttheater Berndorf. Im Sommer 2023 inszenierte er beim Uhudler-Landestheater das Stück Lache Bajazzo! auf Schloss Tabor.
Als Filmschauspieler hatte er in Serien wie Die Bergretter, SOKO Donau, Schnell ermittelt, Der Winzerkönig, Trautmann und Kommissar Rex Episodenrollen. Seine Bühnenwerke wurden ab 2004 im Österreichischen Theater Verlag (Kaiser Verlag) veröffentlicht. Er lebte zuletzt in Wien und Kemeten und starb im Dezember 2023 im Alter von 56 Jahren. Er wurde in Kemeten bestattet.

## Filmografie (Auswahl)
- 2000: Der Kreis Luther (Kurzfilm)
- 2003: Kommissar Rex – Attentat auf Rex (Fernsehserie)
- 2008: Trautmann – Die Hanno-Herz-Story (Fernsehreihe)
- 2009: Der Fall des Lemming (Fernsehfilm)
- 2010: Schnell ermittelt – Simon Koller (Fernsehserie)
- 2011: SOKO Donau – Verschollen (Fernsehserie)
- 2017: Die Bergretter – Entscheidung im Eis (Fernsehserie)

## Werke
- 2003: Himmel und Hölle (Kinderoper, Musik D. Kaufmann)[4]
- 2003: Petruschka und der Puppenkönig
- 2004: Hinter Gitti (Theaterstück mit Barbara Spitz)
- 2004: Die Geisterstunde (Kinderoper)
- 2004: Neue Heimat (Krimi)
- 2004: Orpheus und Eurydike (Soloprogramm)
- 2005: Der Zaubergarten (Libretto)
- 2005: My Way (Theaterstück)
- 2006: Fahr ma nach Kentucky! (Theaterstück)[4]